# محمد السيد توفيق
محمد السيد توفيق (المعروف فنياً باسم «توفيق») (1983 -) هو رسام كاريكاتير مصري.

## حياته ونشأته
من مواليد مارس 1983. تخرج في شعبة الجرافيك ـ قسم الرسوم المتحركة بكلية الفنون الجميلة، جامعة حلوان سنة 2005 وعمل عقب تخرجه في شركة الأوائل للبرمجيات، واشترك أثناء ذلك في مشروع لتحويل سلسلة قصص أطفال مشهورة إلى مسلسل رسوم متحركة ثلاثية الأبعاد (3D). وفي يناير 2006 بدأ توفيق العمل في مجلة «باسم» السعودية، حيث عمل برسم الكوميكس والاستريبس وابتكر شخصيتي «كهف» و«مغارة» الكرتونيتين، كما ابتكر شخصية «كارع» بطل الاستريبسات التي ألفها أحمد العايدي وقدماها سوياً لجريدة الشروق المصرية عبر ملحق الغواصة، والتي انتقلت بعد ذلك للنشر في جريدة الدستور.
تأثر توفيق بالمدرسة الفرنسية في القصص المصورة (الكوميكس)، التي يصفها هي ومدارس أوروبا الشرقية بأنها مدرسة «أكثر إنسانية» (بالمقارنة بالمدارس الأمريكية والمانجا اليابانية) على حد تعبيره.
توفيق هو أحد مؤسسي جماعة اللقطة الواحدة. وقد نشرت أعماله في كل من مجلة كاف كاف التركية، ومجلة نونة، ومجلة تووت، ومجلة «كاريكاتير» وجريدة الدستور المصرية ومجلة آخر ساعة وجريدة الشروق، وهو يعمل حالياً بجريدة المصري اليوم اليومية.

## من المعارض التي اشترك فيها
- معرض حصاد الكاريكاتير لسنة 2009 (الذي أقيم في ساقية الصاوي بجزيرة الزمالك في يناير 2010).[5]
- ورشة ومعرض جوته للقصص المصورة (الكوميكس) بالقاهرة.
- معرض كوميكس 1 الخاص بتاريخ القصص المصورة في مجلة باسم والذي أقيم بدار الأوبرا المصرية بالقاهرة في فبراير من عام 2012

## وصلات خارجية
محمد السيد توفيق على موقع ديفيانت آرت